# کن کرولیکی
کن کرولیکی (انگلیسی: Ken Krolicki؛ زادهٔ ۱۵ مارس ۱۹۹۶) بازیکن فوتبال اهل ژاپن است.
از باشگاه‌هایی که در آن بازی کرده‌است می‌توان به مونترال ایمپکت اشاره کرد.